# Partaj
În drept, partajul este modalitatea prin care un drept de proprietate comună poate lua sfârșit. Propriu-zis, acesta constă în divizarea obiectului dreptului de proprietate comună în porțiuni corespunzătoare cotei-părți a fiecărui coproprietar în parte și oferirea unui nou drept de proprietate asupra sa sau, dacă bunul respectiv este indivizibil, asupra unei răscumpărări bănești.
Prin partaj poate lua încetare proprietatea comună obișnuită, dar nu și cea forțată. În același timp, partajul este singura modalitate prin care poate lua sfârșit proprietatea comună în devălmășie.